# Razbijeno ogledalo
Razbijeno ogledalo ili Napuklo ogledalo (izdan 1962.) je kriminalistički roman Agathe Christie s Miss Marple u glavnoj ulozi.

## Radnja
U jednom trenutku, luckasta Heather Badcock, je uzbuđeno pričala sa svojim filmskim idolom, raskošnom Marinom Gregg. Već u sljedećem, Heather se previjala od strahovitih bolova. Ali, kome je smrtonosni otrov stvarno bio namijenjen? Marinin sleđen izraz lica nagovijestio je da je prisustvovala nećemu užasnom. Ali, dok su se drugi bacili u potragu za materijalnim dokazima, Miss Marple je vodila jedno potpuno drugačije istraživanje, istraživanje ljudske prirode. Slažući pažljivo komadiće slagalice, uspjela je da razriješi i ovo misteriozno ubojstvo.